# Antepipona tenuis
Antepipona tenuis är en stekelart som beskrevs av Gusenleitner 1988. Antepipona tenuis ingår i släktet Antepipona och familjen Eumenidae. Inga underarter finns listade i Catalogue of Life.